# جان راندال
جان راندال هو ملحن وعازف بيانو كندي، ولد في 26 يوليو 1952 في فيلادلفيا في الولايات المتحدة.

## وصلات خارجية
- الموقع الرسمي
- جان راندال على موقع IMDb (الإنجليزية)
- جان راندال على موقع ميوزك برينز (الإنجليزية)